# Smooth Criminal
Smooth Criminal（可译作狡猾的罪犯或犯罪高手）是美國歌手迈克尔·杰克逊1987年专辑《Bad》中的第七支单曲。这首快节奏的歌唱的是一个在公寓里被一个狡猾的罪犯杀害的名叫安妮的女人。本来迈克尔想用"Smooth Criminal"作为专辑的名字，但他的专辑制作人昆西·琼斯不满意，所以只好作罢。这首歌在1988年10月24日被发行，在告示牌百强单曲榜上最高排名是第七。这首歌也是1988年电影《月球漫步者》的主题曲，此单曲已售出超过7,500,000份。
这首歌在2006年4月10日作为Visionary: The Video Singles box set的一部分被重新发行。重新制作的单曲在英国排行十九。

## 背景与组成
Smooth Criminal由迈克尔杰克逊与昆西琼斯联合制作，这首歌的两个早期版本由迈克尔在1985年所创作，并在1986年初先製作第一個版本"Chicago 1945"，后来演化为“Al Capone”(后被收录在Bad二十五周年纪念版中)。但这首歌并没有收录在“Bad”中，直至1986年10月完成《伊奥船长》的宣傳後，才以現存版本重新灌錄。迈克尔在这首歌中音域跨度从G3到E5，节奏为每分钟118次。
这首歌的副歌一直在重复一个短句：“Annie, are you OK?（安妮，你还好吗？）”，这是一个心肺复苏培训课程的短语。“Resusci Anne（復甦安妮）”，在英语国家则被称为“安妮”，是一个常用的心肺复苏培训模特的名字。作为培训的一部分，学员被教导说“安妮，你还好吗？”以此来检查病人的意识状态和响应。在现场医护人员应该用真实姓名来，但许多已经有了使用“安妮”这个名称的习惯。迈克尔·杰克逊曾经上过CPR课。

## 评论
Allmusic的评论家杰森埃利亚斯说这是迈克尔最好的一首歌：“‘犯罪高手’令人感到振奋，十分精彩。”纽约时报的乔恩写道：“在‘犯罪高手’中，歌手发现血污的地毯和一具无意识的身体，着迷的问道：‘Annie, are you OK?’当然啦，她不。”滚石杂志的达维特西格森写道：“‘犯罪高手’可能是布莱恩·德·帕尔玛退休太快的场面。”

## 制作人员
- 由迈克尔·杰克逊写歌，组成，拍手，独奏和背景音乐。
- 由昆西·琼斯与迈克尔·杰克逊制作。
- 由比尔·波特瑞尔、约翰·鲁宾逊，布鲁斯·斯维登打鼓。（Bill Bottrell, John Robinson, Bruce Swedien）
- 由大卫·威廉姆斯演奏吉他。（David Williams）
- 由凯姆·哈克罗夫特，劳拉·威廉姆斯演奏萨克斯。（Kim Hutchcroft, Larry Williams）
- 由加里·格兰特，杰里·亨吹小号。（Gary Grant, Jerry Hey）
- 由凯文·马洛尼弹奏温和的施坦威钢琴。（Muted Steinway piano）
- 由约翰·巴尼斯，迈克尔·伯蒂迪克使用硬件合成器。（John Barnes, Michael Boddicke）
- 警察声来自于布鲁斯·思维顿。（Bruce Swedien）
- 迈克尔的心跳由埃里克·史福伦博士进行了数字化处理。（Dr. Eric Chevlen）
- 由约翰巴尼斯和迈克尔·杰克逊安排节奏。（John Barnes）
- 由迈克尔·杰克逊安排声乐。
- 由杰里·亨安排装置喇叭。（ Jerry Hey）
- 由柯林·奇尔弗斯导演MV。（Colin Chilvers）

## MV简介
杰克逊原本想将音乐录影带拍摄地带有西部风格，但他在看见“第三人（the Third Man）”与导演科林·查威尔斯后他决定将其MV风格更改为20世纪30年代卡帮故事。电影拍摄于1987年2月中旬至4月之间，在“Smooth Criminal”录像中，迈克尔第一次展示了他的反重力傾斜表演：双脚在地板上，身体直線前倾接近45度角，这创造了表演者無视重力影響的错觉。影片中的动作是依靠绳子来完成的，但他后来为了把它带到现场表演，迈克尔請來他的服裝設計師團隊，发明了一种鞋跟可以与地板鉚釘卡接在一起的特殊鞋子，並在迈克尔的建議下申請專利
。而後他在Dangerous世界巡迴演唱會上首次使用了这种鞋子。

## 现场表演
这首歌在迈克尔的Dangerous世界巡回演唱会、Bad世界巡回演唱会以及HIStory世界巡回演唱会的每一场都进行过表演。迈克尔和文森特在整个1988-89年的Bad世界巡回演唱会的第二站期间导演和编舞，这首歌的这种版本可在1988年7月16日温布利演出的dvd上看到。在在1992年Dangerous世界巡演与History世界巡演期间，这首歌彻底变成了一个常规曲目。一个俚语和合成音加入在了Bad世界巡回演唱会的第二站和Dangerous世界巡回演唱会第二站中。值得一提的是，同期录音也在Bad世界巡回演唱会作为歌曲"This Place Hotel"的介绍。这似乎像我们传达出杰克逊就是“舞蹈机器”的信息，这展示了杰克逊的天赋：创造出独特的动作，以此提高舞台表演的效果。这种表演可以在布加勒斯特危险之旅演出上看到。
这首歌曲的一小部分还简要地插入在现场版的歌曲“Dangerous(危险)”中。（比如在1995年MTV音乐录影带大奖颁奖典礼上）。在历史之旅，他也用这首歌的一小半插入在他的现场版“Dangerous(危险)”上。